# 장만옥
장만옥(중국어 정체자: 張曼玉, 광둥어: zoeng1 maan6 juk6 쬥만육, 1964년 9월 20일 ~ )은 홍콩의 배우이며 음반을 발표한 바 있는 가수이기도 하다.
영국령 홍콩에서 출생하였으며 지난날 한때 중화인민공화국 상하이에서 잠시 유아기를 보낸 적이 있는 그녀는 1984년 홍콩 영화 청와왕자로 데뷔하였다.
홍콩 느와르의 전성기를 이끈 여배우로 평가받고 있으며, 이러한 인기를 바탕으로 2005년 중국영화 100주년 기념 가장 사랑받는 여배우 1위로 뽑히기도 했다.

## 출연작

### 영화
- 쌍룡회(1992)
- 청와왕자(1984)
- 구애감사대(1988)
- 신용문객잔(1992)
- 청사(1993)
- 추남자(1993)
- 동방삼협2(1993)
- 대소비도(1993)
- 폴리스 스토리 1(1985)
- 프로젝트A 2(1987)
- 폴리스 스토리 2(1988)
- 열혈남아(1988)
- 아비정전(1990)
- 폴리스 스토리 3(1992)
- 동방삼협(1992)
- 동성서취(1993)
- 동사서독(1995)
- 첨밀밀(1996)
- 송가황조(1997) - 쑹칭링 역
- 차이니즈 박스(1997) - 진 역
- 오거스틴 2 - 쿵후대왕(1999)
- 화양연화(2000)
- 소살리토(2000)
- 영웅(2002)
- 2046(2004)

## 같이 보기
- 홍콩 영화
- 왕자웨이
- 장국영